# Richard Curtis
Richard Curtis CBE (Wellington, Nova Zelanda, 8 de novembre de 1956) és un guionista de cinema i de televisió britànic, conegut per Notting Hill o L'Escurçó Negre.

## Biografia
És conegut per pel·lícules com Quatre bodes i un funeral i Notting Hill, així com programes d'èxit a la televisió britànica com L'Escurçó Negre o Mr. Bean. Va debutar en el cinema amb l'èxit Love Actually, protagonitzada per Hugh Grant. És una de les personalitats amb més nominacions i premis pels seus guions en comèdies britàniques.

## Filmografia
- Yesterday (2019) - guionista
- About Time (2013) - guionista i director
- War Horse (2011) - guionista
- The Boat That Rocked (2009) - guionista i productor
- Mr. Bean's Holiday (2007) - guionista
- Bridget Jones: The Edge of Reason (2004) - guionista
- Love Actually (2003) - guionista i director
- Bridget Jones's Diary (2001) - guionista
- Notting Hill (1998) - guionista
- Bean (1997) - guionista
- Quatre bodes i un funeral (1994) - guionista

I a la televisió:
- Mr. Bean (1990-1995) - co-creador i guionista
- El vicari de Dibley (1994-2007) - guionista
- L'Escurçó Negre (1982-1988) - co-creador i guionista

## Premis i nominacions

### Premis
- 2006. Primetime Emmy al millor telefilm per The Girl in the Café
- 2006. Primetime Emmy al millor guió per a minisèrie o telefilm per The Girl in the Café
- 2007. BAFTA honorífic per la seva trajectòria cinematogràfica

### Nominacions
- 1995. Oscar al millor guió original per Quatre bodes i un funeral
- 1995. Globus d'Or al millor guió per Quatre bodes i un funeral
- 1995. BAFTA al millor guió original per Quatre bodes i un funeral
- 2002. BAFTA al millor guió adaptat per Bridget Jones's Diary
- 2004. Globus d'Or al millor guió per Love Actually